# 国際連合大量破壊兵器廃棄特別委員会
国際連合大量破壊兵器廃棄特別委員会（こくさいれんごうたいりょうはかいへいきはいきとくべついいんかい、英: United Nations Special Commission）は、イラク武装解除の監視および推進を行うために設置された武器査察を所管とする国連の組織である。略称はUNSCOM（以下、本文中も略称で言及）。

## 概要
UNSCOMは、1991年4月、湾岸戦争の終結に際して国際連合安全保障理事会によって採択された国際連合安全保障理事会決議687によって設置された特別機関で、化学兵器、生物兵器および長距離弾道ミサイルに関連する査察を担当。核兵器については国際原子力機関（IAEA）が担当した。
初めての査察活動は、1991年6月に始まり、1998年10月にイラクが査察団を追放するまで7年間余に渡って続けられた。イラクが査察活動への協力を停止してからは、アメリカ合衆国主導の多国籍軍による爆撃などがあり、査察は中止状態にあった。しかし、再開されることがなく1999年12月に公式に解体された。このUNSCOMの使命は、国際連合監視検証査察委員会へと受け継がれた。

## 組織
初代委員長は、スウェーデンの外交官であるロルフ・エケウス。1997年7月からは、オーストラリアの外交官であるリチャード・バトラーに交代した。1999年6月末にバトラーの任期が満了すると、次の委員長が選出されることはなくアメリカの外交官、チャールズ・デュェルファが委員長代理を務めることになった
本部事務所はニューヨークに置き、他にバーレーンに研修所と備給拠点などを兼ねた事務所をバグダードに監視検証センター（Baghdad Monitoring and Verification Centre、BMVC）をおいた。年間の平均予算は3,000-5,000万ドルであったとされる。（UNSCOM Basic Facts）
2,500万ドル程度の予算に加えて国際連合加盟国から毎年5,000万ドル相当の寄付があった。主な寄付の出所はアメリカ合衆国と見なされている。（Saikal 1999）

## 評価
査察がどの程度の功を奏したかについては、専門家の間でも評価が分かれている。UNSCOMを設立した当初の計画では、イラク側が大量破壊兵器やその製造、保存にまつわる設備を書類で申告し、その申告書に基づいてUNSCOMの監視の下、廃棄が行われることになっていた。しかし、様々な理由から申告、廃棄の双方が計画通りには行われずに、武装解除が完了することはなかった。
主な成果として指摘されるのは次のような点である。（外務省 2002; Phythian 2000, Appendix A）
- 当初は、イラク側から申告されていなかったミサイルが査察活動を通じて発見されたこと。
- 査察活動が行われていた期間中に亡命したイラクの高官フセイン・カマルの情報を得て生物兵器の開発、所持が明るみに出たこと。
- 申告された武器や開発設備の破棄、破壊が確認されたこと。

総論として、査察が全くないよりはあった方がイラクの武装解除の推進や武器開発プログラムの遅延には効果的だという（比較的わかりやすい）意見がある。一方で、むしろ、査察やそれにまつわる政治的折衝の過程で行われた譲渡が問題を悪化させており、中途半端な査察活動をせずにイラクに対する強硬な非難だけを続けていた方がよかったとする意見もある（Byman 2000）。